# Zastava Grenlanda
Zastava Grenlanda osmislio ju je Thue Christiansen. Sastoji se od dvije jednake vodoravne trake bijele (gornje) i crvene (Donje) boje, s velikim diskom pomjerenim ka jarbolu. Gornja polovina diska je crvena, a donja bijela.
Lokalno ime na grenlandskom je Erfalasorput, što znači naša zastava, ali naziv Aappalaatoq (crvena) koristi se za grenlandsku i dansku zastavu. Danas se obje zastave ističu, obično jedna pored druge.
Godine 1978., Danska je dala autonomiju Grenlandu, i jednak status Kraljevini Danskoj. Lokalna vlast raspisala je javni natječaj na koji je stiglo 555 prijedloga. Poslije duge rasprave i dodatnih prijedloga usvojen je današnji izgled, tijesno pobijedivši zastavu s nordijskim križem.
Zastava je usvojena 21. lipnja 1985.